# 黃韻仁
黃韻仁 (1975年12月27日—) 新加坡籍音樂人，華語歌曲製作人、作曲人、編曲人、演唱會樂手。

## 事業
1998年首支作品楊林「一個人生活」發表。2001年，黃韻仁為張惠妹寫了「A級娛樂」、為林憶蓮寫了「紙飛機」。之後也發表了許多歌曲包括品冠「他值得」及林憶蓮「最好的事」等，2003年為梁靜茹寫了三首歌曲「為我好」、「第三者」與「我不害怕」，同年的蔡健雅「無底洞」獲中國第4屆百事音樂風雲榜2003年度港台及海外華人最佳作曲獎等多項音樂獎項。2005年在第10屆新加坡詞曲版權協會頒獎禮(Compass Awards) 上成為新加坡最佳本地青年詞曲作者得獎人。2006年之後發表的歌曲有孫燕姿「隱形人」、蔡健雅「雙棲動物」、張惠妹「人質」和楊乃文「分開」。

## 獎項
| 年份 | 獎項                               |
| ---- | ---------------------------------- |
| 2010 | 第16届新加坡金曲奖入围：           |
| 2007 | 新加坡词曲版权协会奖最佳中文歌曲奖 |
| 2005 | 新加坡词曲版权协会奖青年作曲家奖   |
| 2004 | 933醉心频道金曲奖最佳编曲奖        |
| 2003 | 百事风云榜（上海）最佳作曲奖       |

## 外部鏈接
- 黃韻仁 Eric Ng （页面存档备份，存于）
- 怪才音樂人黃韻仁的作曲集 （页面存档备份，存于）
- FUNKIE MONKIES （页面存档备份，存于）
- :新加坡歌手在华发展是一种怎样的体验？_读览天下[]
- 新加坡设立第一所流行音乐学院 _浙江在線